# 현대원
현대원(玄大原, 1964년 ~ )은 대한민국의 대학 교수의 언론인이다.

## 학력
- 제주제일고등학교
- 1983 ~ 1987 서강대학교 신문방송학과 학사
- 1987 ~ 1989 서강대학교 대학원 신문방송학과 석사
- ~ 1998 템플대학교 대학원 텔레커뮤니케이션정책학 박사

## 경력
2016.06 ~ 2017.05
대통령비서실 미래전략수석
2015.09
한국VR산업협회 회장
2015.08 ~
서강대학교 커뮤니케이션센터 소장
2015.04 ~ 2016.06
KT 사외이사
2013.05 ~ 2015.06
제1기 국민경제자문회의 창조경제분과 위원
2012.05 ~ 2014.06
한국방송광고진흥공사 비상임이사
서강대학교 커뮤니케이션학부 교수
2008.03
제2기 다음 열린사용자위원회 위원장
2006.10 ~ 2008.03
제1기 다음 열린사용자위원회 위원장
2003.02
한국디지털컨텐츠전문가협회 회장
서강대학교 사회과학부 신문방송학전공 조교수
정보통신부 신성장동력추진위원회 위원
온라인디지털콘텐츠산업발전실무위원회 위원
한국영상자료원 이사
아시아영화연구학회 한국대표
1994 ~ 1995 불교텔레비전 프로듀서
1996 ~ 1998 디지틀조선일보 기자

## 수상 경력
2004 제49회 정보통신의 날 국무총리 표창
2012 제57회 정보통신의 날 대통령 표창

## 방송진행
- TV비평  시청자데스크 MC 진행자